# Перлинна мечеть (Агра)
Мече́ть Моті, Моті масджид (урду موتی مسجد — мечеть в Агрі на території Червоного форту. Побудована за Шах-Джахана і призначалася, ймовірно, для членів його королівського суду.
Назва походить від куполів, своїм сяйвом нагадує блиск перлів.

## Архітектура
Мечеть стоїть під нахилом. Внутрішнє подвір'я оточене галереями. Дах із трьома куполами побудований з легкого білого мармуру, стіни — з червоного пісковика. Уздовж парапету йде ряд кіосків в індуїстському стилі. Будівля має сім прольотів, розділених на безліч проходів, обрамлених високими арками.